# Drugie zabicie psa
Drugie zabicie psa – powieść Marka Hłaski.
Akcja utworu rozgrywa się w latach 50. w Izraelu. Opowiada o dwójce przyjaciół, dla których źródłem utrzymania są oszustwa matrymonialne. Powieść udowadnia nam, że życie jest teatrem – egzystencja dwóch mężczyzn wędrujących z psem polega na ciągłej grze.

W „Drugim zabiciu psa” poza elementami czarnego kryminału i czarnej komedii można doszukać się wielu wątków autobiograficznych i tak jak w innych utworach Hłasko bawi się z czytelnikiem, dostarczając mu trochę prawdziwych informacji, trochę zmyślonych i jemu pozostawiając ocenę, co w tym wszystkim jest prawdą, a co zmyśleniem.

Kontynuacją tego utworu jest powieść Nawrócony w Jaffie, a trzecią część trylogii stanowi Opowiem wam o Esther.
Na podstawie powieści nakręcony został spektakl telewizyjny o tej samej nazwie, który swoją premierę miał 18 lutego 1996.